# Who's David?
"Who's David?" és un senzill de la banda de Pop rock britànica, Busted, publicat el 2004. Va arribar al número 1 de la llista de vendes del Regne Unit durant una setmana.

## Informació sobre la cançó
La cançó parlar de com els nois estan de relació amb una noia que els enganya. Va ser escrita per Tom Fletcher de la banda McFly.

### Posició a les llistes
| Llista (2004)       | Posició |
| ------------------- | ------- |
| Irish Singles Chart | 9       |
| UK Singles Chart    | 1       |

## Llista de pistes

### CD 1
1. "Who's David?"
2. "Teenage Kicks"

### CD 2
1. "Who's David?"
2. "Where Is The Love"
3. "Fall At Your Feet"
4. "Enhanced Section (Amb el vídeo musical de Who's David?)"

| Precedit per: "With a Little Help from My Friends" per Sam and Mark | UK Singles Chart senzill número 1 22 de Febrer del 2004 - 28 de Febrer del 2004 | Succeït per: "Mysterious Girl" per Peter Andre |